# 舊里普利 (伊利諾伊州)
舊里普利（英語：Old Ripley）是位於美國伊利諾伊州邦德縣的一個村落。

## 地理
舊里普利的座標為38°53′37″N 89°34′15″W / 38.89361°N 89.57083°W，而該地最高點為海拔高度170米（即558英尺）。

## 人口
根據2010年美國人口普查的數據，舊里普利的面積為0.40平方千米，當中陸地面積為0.40平方千米，而水域面積為0.00平方千米。當地共有人口108人，而人口密度為每平方千米270人。